# Columbina
Columbina is een geslacht van vogels uit de familie van de duiven (Columbidae). 

## Soorten
De volgende soorten zijn bij dit geslacht ingedeeld:
- Columbina buckleyi – Buckleys duif
- Columbina cruziana – Peruaanse steenduif
- Columbina cyanopis – Blauwoogsteenduif
- Columbina inca – Incaduif
- Columbina minuta – Dwergduif
- Columbina passerina – Musduif
- Columbina picui – Picuiduif
- Columbina squammata – Zuid-Amerikaanse Incaduif
- Columbina talpacoti – Steenduif